# باسيل واتسون
باسيل واتسون (بالإنجليزية: Basil Watson)‏ هو نحات جامايكي، ولد في 1958.